# Clydonium rectum
Clydonium rectum är en stekelart som först beskrevs av Morley 1914.  Clydonium rectum ingår i släktet Clydonium och familjen brokparasitsteklar. Inga underarter finns listade i Catalogue of Life.